# Mondini-Dysplasie
Die Mondini-Dysplasie oder Mondini-Taubheit ist eine angeborene Fehlbildung des Innenohres. Die Fehlbildung wird autosomal dominant vererbt und kann einseitig oder beidseitig auftreten. Das charakteristische Merkmal der Fehlbildung ist eine nur aus eineinhalb Windungen bestehende Hörschnecke im Gegensatz zu den normalerweise vorhandenen zweieinhalb Windungen. Diese Missbildung stellt eine Hemmungsmissbildung aus der siebenten Schwangerschaftswoche dar. Folge der Fehlbildung ist eine Schwerhörigkeit unterschiedlichen Ausmaßes bis zur völligen Taubheit.
Die Missbildung ist nach dem italienischen Anatomen Carlo Mondini (1729–1803) benannt, der sie erstmals beschrieb.
Neben dem reduzierten Umfang der Windungen der Schnecke können bei der Mondini-Dysplasie sehr unterschiedliche zusätzliche Fehlbildungen des Innenohres gefunden werden, abnorme Erweiterungen von Labyrinthhohlräumen, Fehlen der Bogengänge, Fehlen des inneren Gehörganges usw. Verschiedene Vorschläge einer Systematik der unterschiedlichen Missbildungsformen haben sich bisher nicht durchgesetzt.
Die Anwendung eines Cochleaimplantats zur Behebung des Hörverlustes ist durch Untersuchung der Defizite mittels hochauflösender Computertomographie zu klären.